# Schaefferia lanceifolia
Schaefferia lanceifolia är en benvedsväxtart som beskrevs av Lundell. Schaefferia lanceifolia ingår i släktet Schaefferia och familjen Celastraceae. Inga underarter finns listade.